# Pyramica electrina
Pyramica electrina är en myrart som först beskrevs av De Andrade 1994.  Pyramica electrina ingår i släktet Pyramica och familjen myror. Inga underarter finns listade i Catalogue of Life.